# Герб Ханкайского района
Герб муниципального образования Ханкайский район Приморского края Российской Федерации — опознавательно-правовой знак, соответствующий установившимся традициям и составленный по правилам геральдики, являющийся символом районного статуса и самоуправления.
Герб утверждён Решением № 104 Думы Ханкайского муниципального района 4 октября 2005 года
Герб внесён в Государственный геральдический регистр Российской Федерации под номером 4011.

## Описание герба
«В зелёном поле с лазоревой оконечностью верхняя половина солнца (без изображения лица) с расходящимися вверх и в стороны прямыми, расширяющимися вписанными лучами, просечёнными в цвет поля, поверх диска которого положены три червлёные головки колосьев (средняя больше); во второй четверти поверх поля и оконечности — золотая изогнутая рыба. В вольной части — герб Приморского края».

## Описание символики
Рыба — промысел рыбы на крупнейшем озере Приморского края Ханка.
Колосья — производство риса на приханкайской низменности;
Зелень — приханкайская низменность, природные парки, богатство растительности района;
Лазурь — водная гладь озера Ханка.

## История герба
Герб Спасского района был утверждён в 2005 году решением Думы Ханкайского муниципального района.
25 марта 2008 года было утверждено новое Положение «О гербе муниципального образования Ханкайский район», в котором были внесены изменения в описание герба. Впоследствии герб был внесён в Государственный геральдический регистр Российской Федерации.